# Метод за разширяване на спектъра
Разширяване на спектъра е начин за повишаване ефективността на предаване на информацията с помощта на модулирани сигнали през канал със силни линейни изкривявания (затихвания), водещ до увеличаване широчината на спектъра на сигнала.
В съществуващите днес системи за тази цел се използват три метода:
- псевдослучайно пренастройване на работната честота (на английски: frequency-hopping spread spectrum, FHSS). Същността на метода се състои в периодично скокообразно изменение на носещата честота по определен алгоритъм, известен на приемника и на предавателя. Преимуществото на метода е в лесната реализация, а недостатъкът – в забавянето на потока данни при всеки скок. Методът се използва в Bluetooth. Подобни методи с по-редки изменения на честотите (Slow frequency hopping) са предлагани за GSM[1][2][3][4];
- разширяване на спектъра чрез метода на пряката последователност (на английски: direct sequence spread spectrum, DSSS). Методът превъзхожда по ефективност FHSSе, но е по-сложен за реализация. Същността на метода се заключава в повишаване тактовата честота на модулацията, като при това на всеки символ от предаваното съобщение се поставя в съответствие известна достатъчно дълга псевдослучайна последователност. Методът се използва в такива системи като CDMA и в системите по стандарта IEEE 802.11 (Wi-Fi);
- разширяване на спектъра чрез метода на линейната честотна модулация (на английски: chirp spread spectrum, CSS). Същността на метода се заключава в пренастройване на носещата честота по линеен закон. Методът се използва в радиолокацията и в някои радиомодеми[5].

В редица системи, за да се намали мощността на страничното електромагнитно излъчване, често се прилагат сходни технологии, напр. Spread-spectrum clock generation (SSCG), при които честотата на тактовия генератор на високочестотните синхронни схеми постоянно се променя в граници от порядъка на 30 – 250 kHz (например, в SATA, DisplayPort).